# 霧峰交流道
霧峰交流道為臺灣國道三號及台74線交會的交流道，也是台74線的終點，位於臺灣臺中市霧峰區丁臺里、南柳里交界處，並有霧峰聯絡道連接台3線，已於2003年1月17日通車，國道三號指標為211k、台74線指標為37k，銜接台74線匝道於2011年12月31日通車。
此交流道為臺灣建築構造層數最多的交流道，由下至上共有5層。霧峰交流道因與霧峰系統交流道非常接近，常常有駕駛人因此搞混。
據《第二高速公路興建專輯》中照片，霧峰交流道設計之時，臺中環線南下車道原計劃由左側匯入國道三號主線，但後來改為一般交流道右側匯入的形式，也因此在國道三號雙向主線中間留下一段有高低落差的間隔。
|  | 211 霧峰 |      | 太平      |
|  | 211 霧峰 | 霧峰 |           |
|  | 37 霧峰  |      | 草屯 烏日 |
|  | 37 霧峰  | 霧峰 |           |

## 外部連結
- 國道三號霧峰交流道示意圖 （页面存档备份，存于）（交通部高速公路局）
- 台74線霧峰交流道示意圖 （页面存档备份，存于）（交通部公路總局）
- 霧峰交流道路景 （页面存档备份，存于）